# Wiktor Czirkow
Wiktor Wiktorowicz Czirkow, ros. Виктор Викторович Чирков (ur. 8 września 1959 w Ałma-Acie) – rosyjski oficer marynarki wojennej, admirał, dowódca Marynarki Wojennej Rosji.

## Życiorys
W 1982 ukończył Wyższą Szkołę Marynarki Wojennej we Władywostoku, po czym rozpoczął służbę we Flocie Oceanu Spokojnego na stanowisku dowódcy działu minowo-torpedowego dozorowca. Kolejno zajmował stanowiska zastępcy dowódcy dozorowca i starszego zastępcy dowódcy niszczyciela, po czym został skierowany w 1986 do Leningradu na studia doskonalące.
W 1987 powrócił do Floty Oceanu Spokojnego na stanowisko najpierw dowódcy dozorowca, a następnie – w latach 1990–1993 – niszczyciela typu Udałoj „Admirał Spiridionow”.
Od 1993 do 1998 pełnił służbę jako zastępca szefa sztabu brygady (?) niszczycieli (ros. соединения противолодочных кораблей), zastępca dowódcy i dowódca tej jednostki.
W 1997 ukończył studia zaoczne w Akademii Marynarki Wojennej im. Admirała Floty Związku Radzieckiego N. G. Kuzniecowa, zaś w latach 1998–2000 studiował w Wojskowej Akademii Sztabu Generalnego Sił Zbrojnych Federacji Rosyjskiej.
Po zakończeniu studiów został wyznaczony na stanowisko szefa sztabu – pierwszego zastępcy dowódcy wojsk i sił na Północnym Wschodzie.
Od czerwca 2005 do września 2007 dowodził Primorską Flotyllą Sił Różnorodnych, następnie został przeniesiony do Floty Bałtyckiej na stanowisko szefa sztabu – pierwszego zastępcę dowódcy Floty; od 8 września 2009 w stopniu wiceadmirała dowodził Flotą.
6 maja 2012 objął stanowisko dowódcy Marynarki Wojennej, ze stanowiska zwolniony został w kwietniu 2016.
Żonaty, ma dwóch synów.